# Jessie Methven
Pour les articles homonymes, voir Methven (homonymie).
Jessie Cunningham Methven (1854 - 15 février 1917) est une militante écossaise pour le droit de vote des femmes. Elle est secrétaire honoraire de l'Edinburgh National Society for Women's Suffrage du milieu des années 1890 jusqu'en 1906. Elle rejoint ensuite la Women's Social and Political Union, plus militante, et se décrit comme une « socialiste indépendante ».

## Jeunesse
Jessie Cunningham Methven est née à Édimbourg en 1854 de Janet Allan et Thomas Methven. Elle réside au 25 Great King Street, Édimbourg toute sa vie avec ses sœurs Helen et Minnie et son frère Henry, un marchand de semences. Le recensement de 1901 l'enregistre comme « vivant par ses propres moyens ». En 1885, sa mère organise une «réunion de salon» de la Edinburgh National Society for Women's Suffrage (Société nationale d'Édimbourg pour le suffrage des femmes), dont Methven devient secrétaire.

## Campagne pour le droit de vote des femmes
Methven fait campagne pour le suffrage des femmes pendant de nombreuses années et elle est décrite comme « une travailleuse très active pour la cause ». En tant que secrétaire honoraire de la Edinburgh National Society for Women's Suffrage, elle est une écrivaine prolifique pour les journaux et les conseils locaux afin de sensibiliser et de soutenir le suffrage des femmes. Elle collecte des fonds, organise des pétitions et participe à des manifestations pacifiques en faveur du Droit de vote. Elle ressent finalement une désillusion pour cette approche constitutionnelle, et rejoint la Women's Social and Political Union (WSPU), plus militante, en 1906. Elle participe à des manifestations de suffragettes et elle est arrêtée à Londres en 1911.

### Société nationale d'Édimbourg pour le suffrage des femmes
Methven est élue au comité exécutif de la Edinburgh National Society for Women's Suffrage en décembre 1895 et en devient par la suite la secrétaire bénévole. Elle travaille en étroite collaboration avec sa fondatrice et présidente Priscilla Bright McLaren jusqu'à la mort de celle-ci en 1906. En 1897, la Société s'affilie à la nouvelle National Union of Women's Suffrage Societies (Union nationale des sociétés pour le droit de vote des femmes, NUWSS) et Methven est l'une des deux représentantes de la Société au sein du comité parlementaire de la NUWSS.
Methven est membre du comité d'appel spécial de la NUWSS, qui participe à la production d'une pétition nationale pour le suffrage des femmes à présenter dans le cadre du projet de loi sur la franchise parlementaire (extension aux femmes) en mai 1896. La pétition recueille déjà 257 796 signatures lorsqu'elle est soumise, dont plus de 50 000 signataires d'Écosse. Malgré cela, le projet de loi n'est pas discuté à la Chambre des communes. En avril 1896, Methven écrit au conseil municipal de Brechin pour lui demander de présenter une pétition au Parlement en faveur du projet de loi. Un conseiller, du nom de Laing, propose un vote mais aucun secondeur ne peut être trouvé.
Selon Pedersen (2017), « des militants tels que Jessie Methven sont clairement conscients de l'importance de la couverture [presse] dans l'éducation de la population au sens large ». Methven correspond régulièrement avec des journaux locaux et nationaux, écrivant souvent pour remercier les rédacteurs d'avoir rehaussé le profil du droit de vote des femmes grâce à leur couverture des réunions. En tant que secrétaire de la Société, son nom est attaché à des rapports, des articles et des lettres aux journaux et elle a un profil relativement élevé dans la presse écossaise.
Methven est nommée "mémorialiste" d'un article sur les « agressions contre une femme », rédigé par le comité de la Edinburgh National Society for Women's Suffrage et publié dans The Woman's Signal, un « dossier et revue hebdomadaire pour les femmes », le 16 février 1899. Il note que « ces noms sont tous honorés à Édimbourg, et même certains d'entre eux dans tout le royaume ».
En 1901, une lettre circulaire signée par Methven et Priscilla Bright McLaren est reprise dans plusieurs journaux écossais, exprimant sa déception face à l'indifférence des associations politiques sur la question du suffrage des femmes. Elle suggère que le récent échec de la Scottish Liberal Association (en) à inclure les femmes dans sa résolution en faveur du « suffrage masculin » est le résultat de leur crainte que « toutes les femmes votent pour les conservateurs ».
Methven porte une résolution lors de l'assemblée annuelle de la Société en 1904, « que les femmes doivent refuser de travailler pour tout candidat parlementaire à moins qu'il ne s'engage publiquement à voter pour l'extension du droit de vote aux femmes ». La résolution n'est pas adoptée, mais le comité convient d'"exhorter" ses membres à ne pas soutenir les candidats qui ne soutiennent pas le suffrage des femmes.

### Militantisme et WSPU
Après des années en tant que « suffragiste constitutionnelle » engagée, Methven perd de plus en plus ses illusions par le manque de progrès. En janvier 1906, elle signe le manifeste de la Women's Social and Political Union et du Parti travailliste indépendant en tant que « socialiste indépendante ». Après une manifestation de la WSPU à la Chambre des communes en avril 1906 qui provoque l'indignation de la presse, Methven écrit au Glasgow Herald en tant qu'individu plutôt qu'en tant que secrétaire de la Société, pour exprimer sa sympathie pour la perte de patience des manifestants dans des approches plus pacifiques. Elle avertit qu'"il faut veiller à ce que l'incident ne soit pas utilisé comme excuse pour une inaction supplémentaire" sur le suffrage des femmes.
Après la mort de Priscilla Bright McLaren en novembre 1906, de nombreux membres de la Société affluent vers la branche d'Édimbourg récemment formée de la WSPU, « même Jessie Methven, la secrétaire de longue date de la société, a rejoint les militants ». En 1907, elle écrit au périodique Women's Franchise au nom du comité exécutif de la Société, annonçant qu'ils doivent s'unir à la branche d'Édimbourg de la WSPU lors d'une manifestation qui se tiendra à Édimbourg le 5 octobre.
En 1908, elle est une des oratrices de la branche d'Édimbourg de la WSPU et participe à une discussion à Bridge of Allan avec Elizabeth Wolstenholme Elmy, Chrystal Macmillan et Barbara Steel relative au suffrage des femmes et à l'enseignement supérieur pour les femmes,.
Le 21 novembre 1911, Methven est l'une des 223 manifestants arrêtés lors d'une manifestation de la WSPU à la Chambre des communes, à laquelle elle s'est rendue avec cinq autres femmes d'Édimbourg : Elizabeth et Agnes Thomson (en), Edith Hudson, Alice Shipley et N Grieve. Les manifestations suivent le « torpillage » du projet de loi de conciliation . Elle est accusée d'avoir brisé des vitres au ministère des Affaires étrangères et condamnée à 10 jours et à une amende de 10 centimes d'euro. The Scotsman note qu'elle a été « pendant de nombreuses années l'honorable secrétaire de l'ancienne Suffrage Society et qu'elle a travaillé sous Mme Priscilla Bright McLaren ». Les rapports de son arrestation dans la presse écossaise contiennent des variantes orthographiques de son nom de famille, y compris Methuen (The Scotsman) et Mothuel (Dundee Courier (en)). Elle est inscrite au tableau d'honneur des prisonniers suffragettes 1905-1914 sous le nom de JC Methuen.
Methven est une membre active de la WSPU, continuant à écrire aux journaux, vendant des exemplaires du journal The Suffragette et contribuant régulièrement à son fonds de 250 000 £. En 1911, elle fait don d'une presse à imprimer manuelle à la succursale d'Édimbourg.

En janvier 1913, Methven écrit un article pour The Suffragette, l'hebdomadaire de la WSPU, intitulé « Women's Suffrage in the Past, A Record of Betrayal ». Il couvre l'histoire du mouvement pour le suffrage des femmes, sa perte de foi dans le suffragisme et sa conclusion que « le militantisme apportera la victoire ». L'introduction du journal suggère qu'elle est bien connue et considérée au sein du mouvement des suffragettes : 

« L'article suivant intéressera particulièrement nos lecteurs en ce moment, puisqu'il est écrit par une personne qui peut se prévaloir d'une connaissance intime des anciens et des nouveaux mouvements en faveur du suffrage féminin. Mlle Methven était une amie personnelle des pionnières du mouvement pour le suffrage des femmes dans le pays et a partagé avec elles les grands espoirs, les déceptions et les désillusions qui ont suivi le sort des nombreuses mesures pour le suffrage des femmes qui ont été présentées à la Chambre des communes. Miss Methven a été la première des suffragistes pionnières à comprendre la valeur du nouveau mouvement militant et à déclarer sa foi en lui. Elle a été pendant quelques années un membre éminent de la WSPU d'Edimbourg. »

## Décès
Methven meurt chez elle le 15 février 1917. L'année suivante, la loi de 1918 sur la représentation du peuple est adoptée au parlement, accordant le droit de vote aux femmes de plus de 30 ans possédant des biens.